# Symfoni nr 6 (Sibelius)

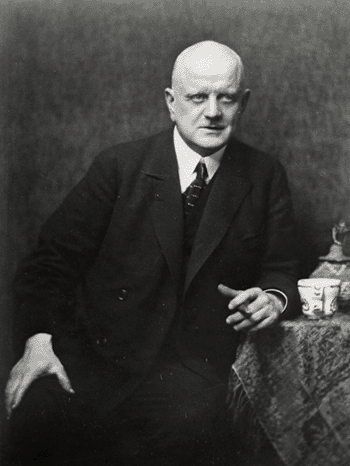
Jean Sibelius, 1923.

Sibelius sjätte symfoni i D-moll, op. 104, fullbordades av Jean Sibelius (1865–1957) år 1923. Den går officiellt i d-moll, men är i praktiken avfattad i dorisk tonart. Uruppförandet skedde den 19 februari 1923, framfört av Helsingfors stadsorkester under ledning av kompositören.Jean Sibelius tillägnade verket sin vän, kompositören och dirigenten Wilhelm Stenhammar (1871–1927).

## Historik
Tillblivelsen av den sjätte symfonin, som Sibelius färdigställde 1923, varare i flera år. De första utkasten noteras i kompositörens skissblock redan under slutet av 1914 och början av 1915, jämsides med utkast till den femte symfonin. Också hans arbete med den sjunde och sista symfonin, med uruppförande i Stockholm den 24 mars 1924, pågick parallellt med den sjätte. Vad gäller den sjätte, tvekade Sibelius så sent som 1919 huruvida materialet han arbetade på skulle lämpa sig bättre för en symfonisk dikt eller symfoni. Det fortsatta arbetet med verket gick på sparlåga, då Sibelius i början av 1920-talet i första hand av ekonomiska skäl ansåg sig vara tvungen att producera en större mängd enklare bruks- och salongsmusik. Det dröjde till september 1922 innan han åter igen på allvar tog upp arbetet med den sjätte symfonin, som blev klar i tid till urpremiären i Helsingfors den 19 februari 1923.
Jean Sibelius komponerade den största delen av sina verk, bland andra symfonierna nr 3-7, på Ainola, strax stöder om Träskända stad i närheten av Tusby träsk. Ainola var familjen Sibelius hem från och med den 24 september 1904, och blev en viktig del av Konstnärskolonin vid Tusby träsk. Sibelius avled 1957 på Ainola, som öppnades för allmänheten år 1974, som statligt museum.

## Inspelningar i urval
Den första kommersiella inspelningen av den sjätte symfonin gjordes av Georg Schnéevoigt (1872–1947), med Finlands Nationalorkester den 8 juni 1934 för His Master's Voice:s Sibelius-Samfundet. Sibelius personliga favorit bland samtliga inspelningar av hans symfonier var Royal Philharmonic Orchestras  tolkning av den sjätte symfonin för EMI 1947, under ledning av Thomas Beecham (1879–1961).

## Instrumentation
Verket är skrivet för:
2 flöjter
2 oboer
2 klarinetter
1 basklarinett
2 fagotter
4 valthorn
3 trumpeter
3 tromboner
1 harpa
timpani
stråkar

## Satser
Sibelius sjätte symfoni består av fyra satser:
1. Allegro molto moderato (i D-dorisk skala)
2. Allegretto moderato (i G-dorisk skala)
3. Poco vivace (i D-dorisk skala)
4. Allegro molto (i D-dorisk skala — slutar i D-eolisk skala)

## Sibelius symfonier
- Symfoni nr 1 op. 39 (1899-1900)
- Symfoni nr 2 op. 43 (1902)
- Symfoni nr 3 op. 52 (1907)
- Symfoni nr 4 op. 63 (1911)
- Symfoni nr 5 (1915-1919)
- Symfoni nr 6 (1923)
- Symfoni nr 7 (1924)